# Bichena (ville)
Pour les articles homonymes, voir Bichena.
Bichena est une ville de l'ouest de l'Éthiopie, située dans la woreda d'Enemay, subdivision de la zone Misraq Gojam de la région Amhara.
Elle se trouve à 2 535 mètres d'altitude. Elle compte 19 916 habitants au recensement de 2011.